# Ormosia seclusa
Ormosia seclusa là một loài ruồi trong họ Limoniidae. Chúng phân bố ở miền Cổ bắc.